# Mátranovák
Mátranovák è un comune dell'Ungheria di 1.986 abitanti (dati 2001). È situato nella contea di Nógrád.